# André Mori
André Mori est un joueur puis entraîneur de football français né le 23 novembre 1921 à Marseille et mort dans la même ville le 14 mai 2001. Il était défenseur.

## Biographie
Après sa carrière de joueur il devient entraîneur. 
Il est notamment le sélectionneur du Congo qui est éliminé au premier tour de la Coupe d'Afrique des nations de football 1970. 

## Carrière de joueur
- 1935-1939 :  AS Cannes
- 1944-1945 :  AS Cannes
- 1945-1946 :  AS Béziers
- 1946-1947 :  Football Club de Metz
- 1947-1948 :  AS Cannes
- 1949-1950 :  Olympique de Marseille
- 1950-1951 :  Olympique d'Alès en Cévennes[2]

## Parcours d'entraîneur
- Stade Marseillais Université Club
- Étoile Sportive La Ciotat
- Football Club de Salon
- GS Orléansville
- 1957-1959 :  Cercle athlétique de Paris
- 1969-1970 :  équipe nationale du Congo
- 1970-1971 :  Association sportive aixoise[3]
- 1971-1972 :  FC Lorient[4]
- 1972-1973 :  Athletic Club Ajaccien
- 1973-1974 :  Football Club Yonnais[5]
- 1982-1984 :  Club olympique du Puy[5]
- ????-???? :  SKAF Khemis Miliana[6]